# Hopes Die Last
Hopes Die Last war eine 2004 gegründete Post-Hardcore-Band aus Ladispoli, Italien.

## Geschichte

### Die ersten Jahre
Die Gruppe wurde im Jahr 2004 in Ladispoli nahe der italienischen Hauptstadt Rom von Marco „Becko“ Calanca (E-Bass, Gesang), Ivan Panella (Schlagzeug), Marco Mantovani (Leadgitarre, Backgroundgesang), Nicolò Arquilla (Gesang) und Jacopo Iannariello (Rhythmusgitarre) als Band mit einem eingängigen, poppig-emotionalen Post-Hardcore-Stil gegründet.
Bereits im Jahr 2005 brachten die Musiker die EP Aim For Tomorrow heraus, welche sechs Stücke beinhaltet. Es wurde in Eigenregie produziert und unterscheidet sich musikalisch stark von der heutigen Musik der Gruppe. Auf dieser EP spielte die Band einen Mix aus Pop-Punk und emotionalen Passagen. Der Gesang des ehemaligen Frontsängers Arquilla war hauptsächlich geschrien.
Im Jahr 2008 folgte die Veröffentlichung der zweiten EP, welche über Still Life und StandBy Records produziert wurde und den Titel Your Face Down Now trägt. Zu diesem Zeitpunkt hatten sich die Musiker musikalisch weiter entwickelt und wandten sich verstärkt dem Post-Hardcore zu. Erstmals gab die Gruppe Konzerte außerhalb Italiens. Diese führte die Band durch Deutschland, den USA, dem Vereinigten Königreich, Frankreich und Japan. Diese EP ist die letzte Aufnahme der Gruppe mit den Musikern Nicolò Arquilla und Jacobo Iannariello, welche sich beide im Jahr 2008 von der Band trennten. Die Gruppe unterzeichnete einen Vertrag mit StandBy Records (u. a. Black Veil Brides, Modern Day Escape) nachdem die Gruppe zuvor bereits von Wynona Records unter Vertrag genommen wurde.

### Debütalbum:Six Years Home
Nach ihrer absolvierten US-Tour und manchen Konzerten durch Europa beschloss Screamer Nicolò Arquilla die Gruppe zu verlassen. Als Begründung nannte er nicht mehr derartige Musik machen zu wollen. Er war nach seinem Engagement kurzzeitig in der Trancecore-Band Helia als Frontsänger aktiv, ehe er anfing, elektronische Musik unter seinem Künstlernamen „Razihel“ (Stand 2025: Raizhell) zu produzieren. 
Im August des Jahres 2009 erschien das Debütalbum Six Years Home über StandBy Records. Es ist das erste Album mit dem neuen Frontsänger Daniele Tofani und Rhythmusgitarrist Luigi Magliocca. Es wurden zwei Musikvideo zur Promotion des Albums produziert, zu Some Like it Cold (veröffentlicht im November 2009) und Johnny’s Light Sucks im Oktober 2011. Die japanische Edition des Albums enthält eine Akustikversion von Call Me Sick Boy, welches auf der zweiten EP zu finden ist.
Im Jahr 2010 beschäftigte sich die Gruppe hauptsächlich mit touren. Sie spielten Konzerte in ganz Italien sowie in benachbarten Staaten. Im März des Jahres 2011 erschien ein Cover zu Katy Perrys Song Firework, welches auf dem Nachfolger-Album von Six Years Home zu finden ist.

### Zweites Album:Trust No One
Zwischenzeitlich haben Daniele Tofani und Marco Calanca ein musikalisches Nebenprojekt namens „Everland“ ins Leben gerufen, welche Emocore spielen. Das Debütalbum erschien im Dezember 2011 unter dem Namen Once Upon a Time.
Im Oktober 2011 spielte die Gruppe als Support von Attack Attack! neben Bury Tomorrow im Vereinigten Königreich und tourten durch ganz Europa mit Stationen in Russland.
Die Gruppe veröffentlichte am 14. Februar 2012 das zweite Album, welches den Namen Trust No One trägt. Bereits im Januar erschienen mit Unleash Hell und Never Trust the Hazel Eyed zwei Singles zu dem Album.

### Wolfpack-EP und Auflösung
Im Jahr 2013 veröffentlichte die Gruppe mit Wolfpack eine EP im Eigenverlag. Im Juni 2015 erschien, nachdem die Gruppe zuvor mehrere Teaser veröffentlicht hatte, ihre Single Alpha Wolves. Nur wenige Tage vor der Herausgabe dieser Single gaben Marco Calanca und Ivan Panelle ihren Ausstieg aus der Gruppe bekannt und wurden durch Yuri Santurri bzw. Danilo Menna ersetzt.
Im Januar 2017 gab die Band schließlich die Auflösung bekannt. Die Musiker mit Ausnahme des Gitarristen Luigi Magliocca riefen mit ALPHAWOLVES ein neues musikalisches Projekt ins Leben.

### Comeback
Ende Februar 2022 gaben die Musiker das Comeback von Hopes Die Last in Originalbesetzung bekannt und veröffentlichten mit Silence Broken ihre Comeback-Single.

## Diskografie

### Singles
- 2007: Thanks for Coming (I Like You Dead)
- 2009: Some Like It Cold
- 2011: Johnny’s Light Sucks
- 2012: Unleash Hell
- 2012: Never Trust the Hazel Eyed
- 2015: Alpha Wolves
- 2022: Silence Broken

### EPs
- 2005: Aim for Tomorrow (Eigenproduktion)
- 2007: Your Face Down Now (Still Life, StandBy Records)
- 2013: Wolfpack (Eigenproduktion)

### Alben
- 2009: Six Years Home (StandBy Records)
- 2012: Trust No One (StandBy Records)

### Videos
- 2009: Some Like It Cold
- 2011: Unleash Hell
- 2011: Never Trust the Hazel Eyed
- 2011: Keep Your Hands Off
- 2013: Hellbound
- 2015: Alpha Wolves
- 2022: Silence Broken